# Grimouville
Grimouville est une ancienne commune française du département de la Manche et de la région Normandie, intégrée à la commune de Regnéville-sur-Mer en 1795.

## Toponymie
Grimouvilla en 1056.

## Histoire
En l'an III (1795), Grimouville est intégrée au territoire de Regnéville-sur-Mer, situé au sud-ouest de son territoire. La commune d'Urville-près-la-Mer, à l'est de Grimouville, est absorbée en même temps.

## Administration
| Période | Période | Identité               | Étiquette | Qualité |
| ------- | ------- | ---------------------- | --------- | ------- |
|         |         | Jean-François Gobillet |           |         |
|         | 1794    | Michel Martin          |           |         |

La mairie de Regnéville-sur-Mer est sise à Grimouville en face de l'église.

## Démographie
La commune comptait 898 habitants en 1793.

## Lieux et monuments
- Église Saint-Étienne (XIe siècle), d'origine romane, restaurée.

## Grimouville dans les arts
- Le Mystère de Grimouville[3].